# Dewar (Oklahoma)
Dewar – miasto w Stanach Zjednoczonych, w stanie Oklahoma, w hrabstwie Okmulgee.